# ناحیه پالوس، شهرستان کوک، ایلینوی
ناحیه پالوس (به انگلیسی: Palos Township) یک منطقهٔ مسکونی در ایالات متحده آمریکا است که در شهرستان کوک (ایلینوی) واقع شده‌است. ناحیه پالوس ۹۱٫۶۲ کیلومتر مربع مساحت دارد ۱۸۴ متر بالاتر از سطح دریا واقع شده‌است.